# Nijni Baliklei
Nijni Baliklei (en rus: Нижний Балыклей) és un poble de l'óblast de Volgograd, a Rússia, segons el cens del 2010 tenia 96 habitants.